# Mathieu Kérékou
Mathieu Kérékou (Kouarfa, 2 de septiembre de 1933-Cotonú, 14 de octubre de 2015) fue un militar y político beninés, presidente de Benín entre los años 1972 y 1991, y entre 1996 y 2006.
Después de tomar el poder en un golpe militar, gobernó el país durante 19 años, la mayor parte de ese tiempo bajo una ideología oficialmente marxista-leninista, antes de que la Conferencia Nacional de 1990 lo despojara de sus poderes. Fue derrotado en las elecciones presidenciales de 1991. 
Pero volvió a la presidencia en las elecciones de 1996 y fue reelegido controvertidamente en 2001.

## Biografía
Mathieu Kérékou nació en Kouarfa el 2 de septiembre de 1933. Estudió en escuelas militares de Malí y Senegal. Sirvió en el ejército de Benín tras su independencia (1960). Fue ayudante de campo (1963) del presidente Hubert Maga. Presidente del Consejo Revolucionario de las Fuerzas Armadas, cuando su primo, Maurice Kouandété llevó a cabo un golpe militar en 1968. Comandante de la unidad militar de Ouidah y jefe de personal del ejército de Benín.

## El golpe de Estado de 1972
Kérékou tomó el poder en un golpe militar el 26 de octubre de 1972 derrocando al presidente Justin Ahomadégbé-Tomêtin, que puso fin a un sistema de gobierno en el que tres miembros de un consejo presidencial iban a rotar el poder.

## República Popular de Benín
Durante sus primeros dos años en el poder, Kérékou expresó solo nacionalismo y dijo que la revolución del país no "Se sobrecargaría copiando ideologías extranjeras... no queremos comunismo ni capitalismo ni socialismo. Tenemos nuestro propio sistema social y cultural de Benin". Sin embargo, el 30 de noviembre de 1974 anunció la adopción del marxismo-leninismo por parte del Estado. El país pasó a llamarse República de Benín a República Popular de Benín un año después; se nacionalizaron los bancos y la industria petrolera.  El Partido Revolucionario del Pueblo de Benín (Parti de la révolution populaire du Bénin en francés) se estableció como el único partido gobernante. En 1980, Kérékou fue elegido presidente por la Asamblea Nacional Revolucionaria; se retiró del ejército en 1987.

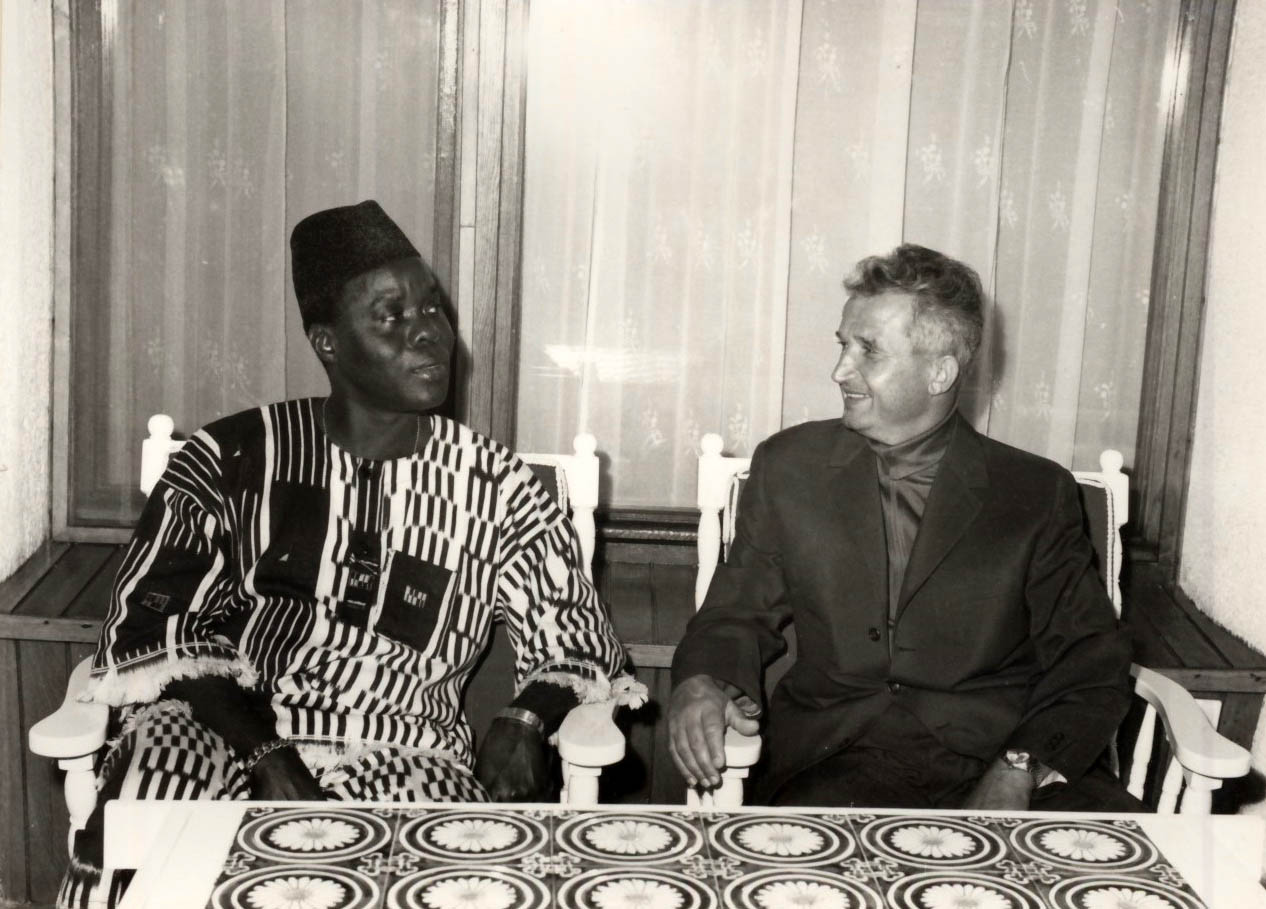
Kérékou con el líder rumano Nicolae Ceaușescu en 1976

El régimen de la República Popular de Benín experimentó varias transformaciones durante su existencia: un breve período de nacionalismo. (1972-1974); una fase Socialista (1974-1982); y una fase de apertura hacia los países occidentales y el liberalismo económico (1982-1990) En 1974, bajo la influencia de jóvenes revolucionarios, el gobierno emprendió un programa socialista de nacionalización de sectores estratégicos de la economía, reforma del sistema educativo, establecimiento de cooperativas agrícolas y nuevas estructuras de gobierno local, y una campaña para erradicar las "fuerzas feudales", incluido el tribalismo.

Bandera de la República Popular de Benín (1975-1990)

En 1980 elegido presidente por la Asamblea Nacional Revolucionaria, se retiró del ejército en 1987. Así como el resto de África militarizada, en 1990 se inició una transición a la democracia que Kerekou permitió. En 1991, en este proceso de apertura democrática, perdió las elecciones abiertas con un 32 %, frente al economista Nicéphore Soglo (68 %). Tras el abandono del poder, pidió disculpas por “todos los lamentables y deplorables incidentes” que se produjeron en su gobierno.
Se ha sugerido que el paso de Kérékou al marxismo-leninismo estuvo motivado principalmente por consideraciones pragmáticas, y que el propio Kérékou no era en realidad un radical de izquierda; la nueva ideología ofrecía un medio de legitimación, una forma de distinguir el nuevo régimen de los que lo habían precedido, y se basaba en principios unificadores más amplios que la política de la etnicidad.  

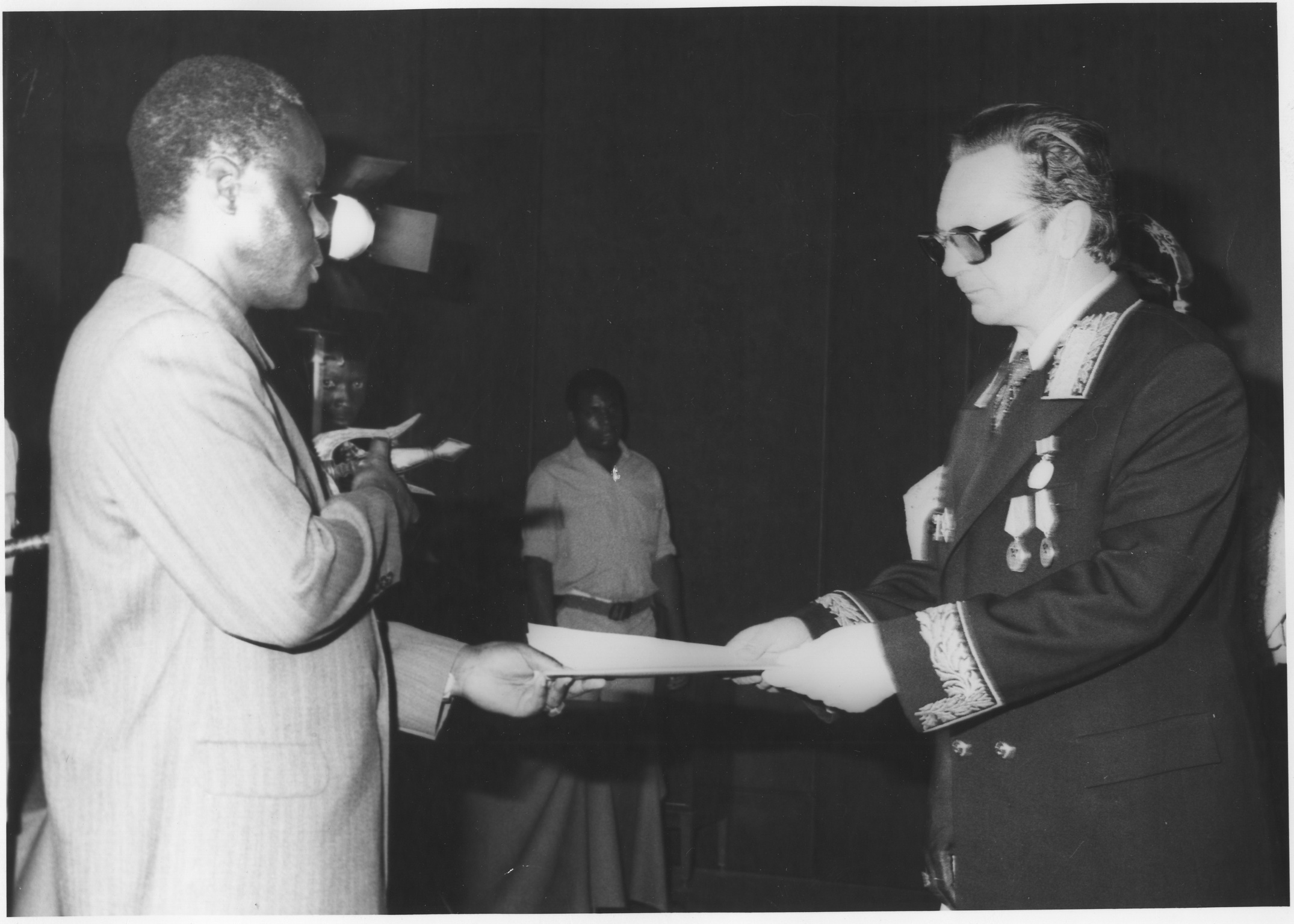
El embajador soviético Vitaly Agapov presenta su carta credencial a Mathieu Kérékou, en mayo de 1979.

El régimen de Kérékou inicialmente incluía oficiales tanto del norte como del sur del país, pero a medida que pasaban los años, los norteños (como el propio Kérékou) se volvieron claramente dominantes, socavando la idea de que el régimen no se basaba en la etnicidad. Al adoptar oficialmente el marxismo-leninismo, Kérékou también pudo haber querido ganarse el apoyo de los izquierdistas del país. 
A partir de fines de la década de 1970, el régimen se deshizo de gran parte de su radicalismo y adoptó un rumbo socialista más moderado a medida que Kérékou consolidaba su control personal.

## Multipartidismo y economía liberal
En el período de reformas hacia la democracia multipartidista en África a principios de la década de 1990, Benín tomó este camino temprano, y Kérékou se vio obligado a hacer concesiones al descontento popular. La transición temprana y relativamente tranquila de Benín puede atribuirse a la situación económica particularmente deprimente del país, que parecía excluir cualquier alternativa. En medio de crecientes disturbios, Kérékou fue reelegido como presidente por la Asamblea Nacional en agosto de 1989, pero en diciembre de 1989 se eliminó el marxismo-leninismo como ideología estatal y se celebró una conferencia nacional en febrero de 1990. La conferencia resultó ser hostil a Kérékou y su propia soberanía en el gobierno; a pesar de las objeciones de algunos de sus oficiales a este giro de los acontecimientos, Kérékou no actuó en contra de la conferencia, aunque calificó la declaración de soberanía de la conferencia como un "golpe civil".  Durante la transición que siguió, Kérékou siguió siendo presidente pero perdió la mayor parte de su poder.
Durante la Conferencia Nacional de 1990, que fue televisada a nivel nacional, Kérékou habló con el arzobispo de Cotonú, Isidore de Souza, confesándose culpable y pidiendo perdón por las fallas de su régimen. Un observador lo describió como una "pieza notable de teatro político", llena de simbolismo y significado cultural; en efecto, Kérékou buscaba el perdón de su pueblo. Semejante gesto, tan insólito para los líderes africanos de la época, podría haber debilitado fatalmente la posición política de Kérékou, pero lo realizó de tal forma que, lejos de poner fin a su carrera política, sirvió para redimirlo simbólicamente y facilitar su rehabilitación política, al mismo tiempo que "le asegura inmunidad procesal". Kérékou utilizó astutamente el momento y el escenario: "Tanto cultural como teológicamente, era imposible rechazar el perdón en estos términos".
El economista del Banco Mundial, Nicéphore Soglo, elegido como primer ministro por la conferencia, asumió el cargo en marzo y se aprobó una nueva constitución en un referéndum de diciembre de 1990.  En marzo de 1991 se celebraron elecciones multipartidistas, que perdió Kérékou, obteniendo sólo alrededor del 32% de los votos en la segunda vuelta contra el primer ministro Soglo;  mientras obtuvo porcentajes de voto muy grandes en el norte, en el resto del país encontró poco apoyo. Kérékou fue así el primer presidente de África continental en perder el poder a través de una elección popular.  Se disculpó por los "incidentes deplorables y lamentables" que ocurrieron durante su gobierno.
Tras perder las elecciones de marzo de 1991, Kérékou abandonó la escena política y se "replegó al silencio total", otro movimiento que se interpretó como penitencial.
En las elecciones de 1996 volvió a presentarse a la presidencia, derrotando a Soglo con un 52,5 % en la segunda ronda electoral. Reelegido en 2001 en circunstancias controvertidas, acusado de fraude electoral por sus opositores políticos, no hubo participación de los otros dos candidatos (Soglo y Adrien Houngbédji) en la segunda vuelta electoral. Durante ese mandato estableció una economía liberal, Benín participó en misiones internacionales de paz. Reformó la Constitución en 2005, y convocó a elecciones, pero fracasó en su intento de un tercer período, siendo vencido por Yayi Boni. 

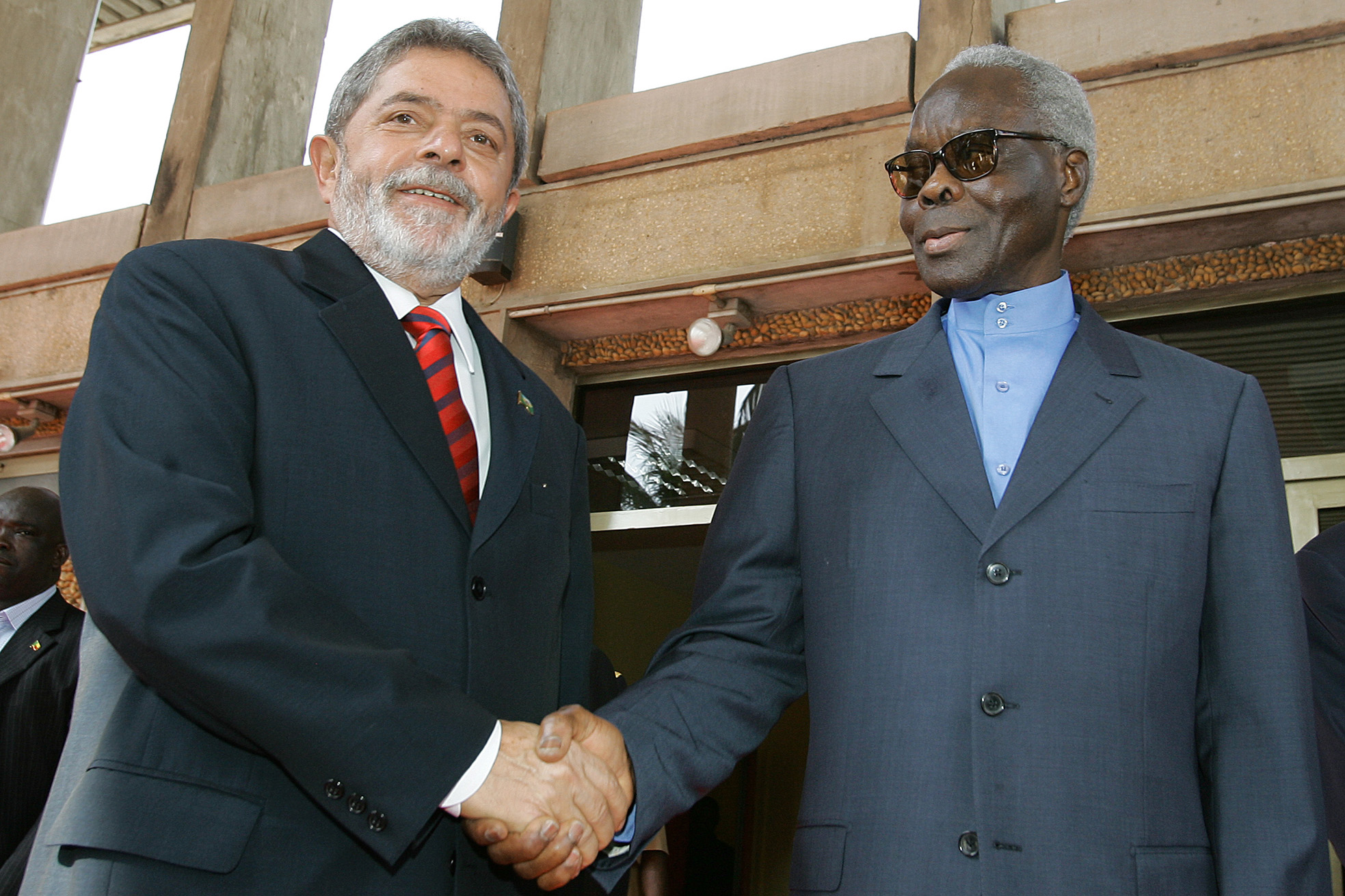
El Presidente brasileño Lula da Silva es recibido por Mathieu Kérékou.

## Muerte

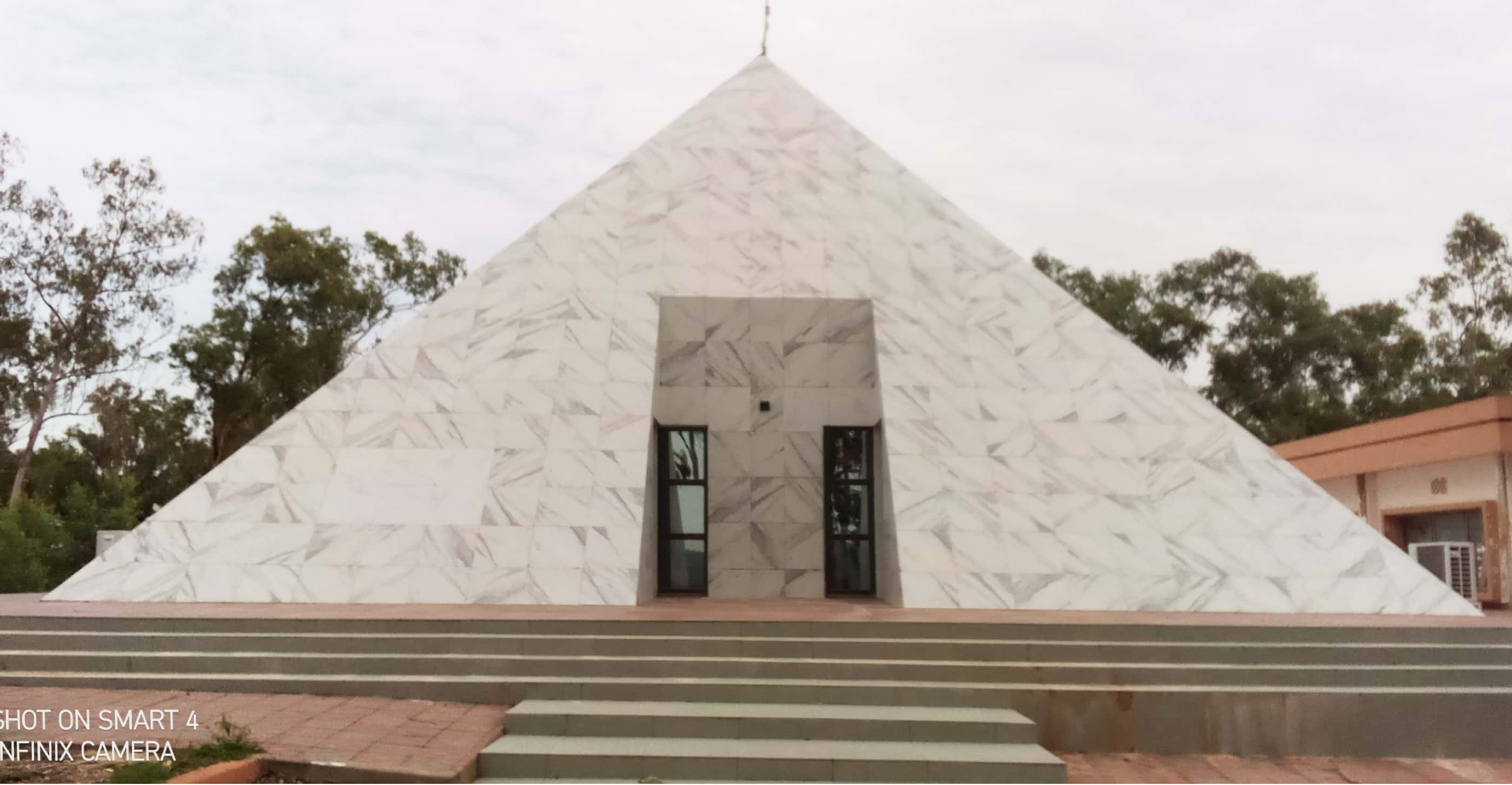
El Mausoleo de Mathieu Kérékou

Después de dejar el cargo en 2006, Kérékou se mantuvo al margen de la política y pasó un tiempo en sus hogares en Cotonú y Natitingou en el noroeste de Benín, su región natal. Sufrió una crisis de salud en 2014 y fue llevado a París para recibir tratamiento.  Aunque se recuperó, siguió sufriendo problemas de salud y murió en Benín el 14 de octubre de 2015 a la edad de 82 años.

## Religión y simbolismo

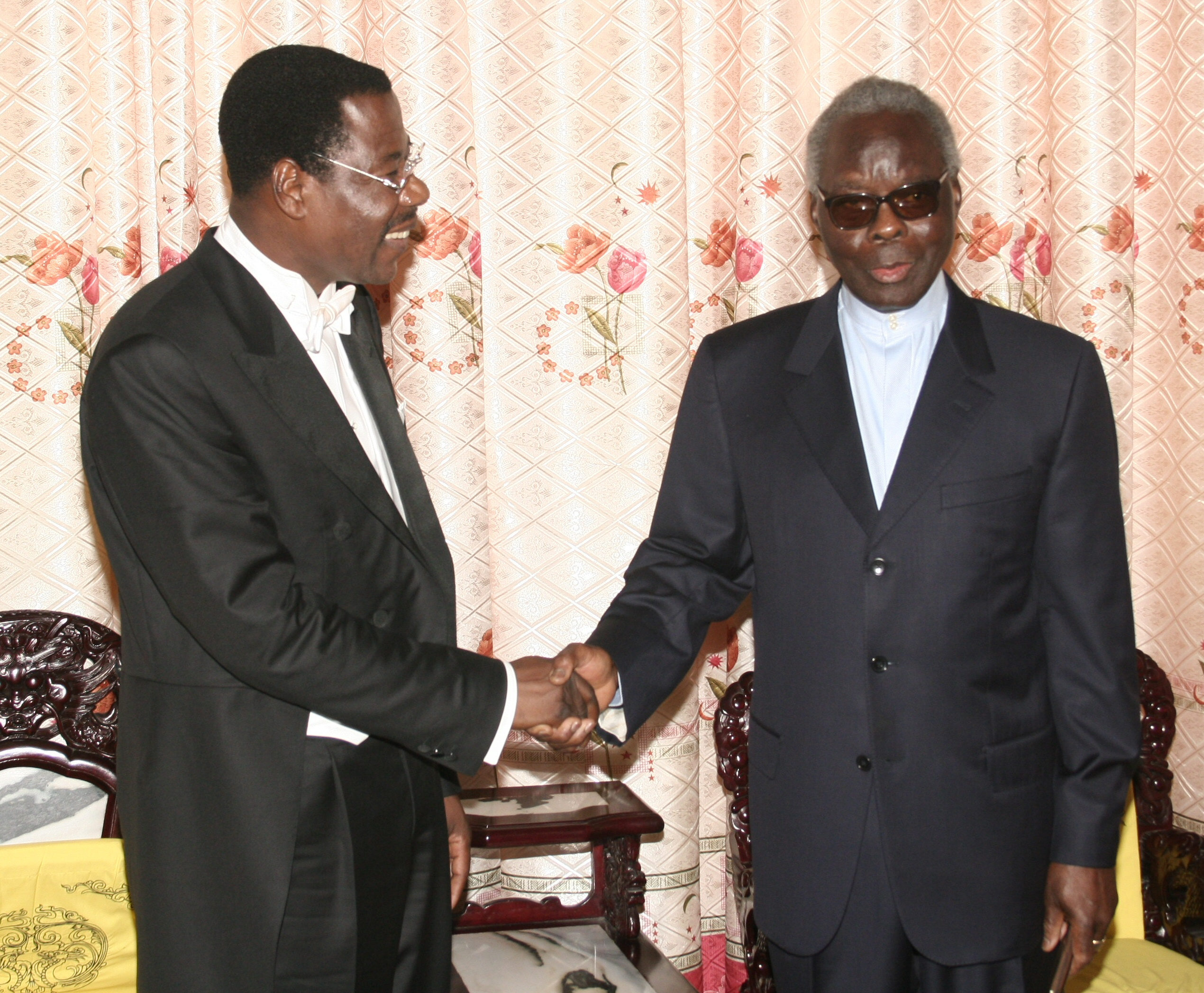
Thomas Yayi Boni con el presidente Mathieu Kérékou durante una ceremonia en 2006

Bautizado en la fe católica, fue sin embargo escaso practicante, y supuestamente se convirtió al Islam en 1980 durante una visita a Libia, cambiando su primer nombre a Ahmed, pero más tarde volvió a usar su nombre de Mathieu. Esta supuesta conversión puede haber sido diseñada para complacer al dirigente libio Muammar Gaddafi, y obtener apoyo financiero y militar. Por otra parte, la historia de la conversión puede haber sido un rumor difundido por algunos de sus oponentes a fin de desestabilizar a su régimen. Posteriormente se convirtió al cristianismo evangélico. Algunos creyentes beninenses en el vudú le consideraron poseedor de poderes mágicos, que explicarían su habilidad para sobrevivir a los repetidos intentos de golpe durante su gobierno militar.
Apodado "el camaleón" desde el principio de su carrera, el lema de Kérékou era "la rama no se romperá en los brazos del camaleón".  El apodo y el lema que adoptó estaban llenos de simbolismo cultural, articulando y proyectando su poder y habilidad.  
A diferencia de algunos gobernantes anteriores que habían adoptado el simbolismo animal con la intención de proyectar un sentido de poder violento y guerrero, el animal simbólico de Kérékou sugería habilidad e inteligencia;  su lema sugería que evitaría que la rama se rompiera, pero implícitamente advertía de lo que podría pasarle a "la rama" si no estaba "en los brazos del camaleón": caos político.  
Para algunos, su apodo parecía particularmente apropiado ya que se adaptó con éxito a un nuevo clima político y a las políticas económicas neoliberales en la década de 1990. Usó el lema de la campaña, "Experiencia al servicio de la juventud".